# La Forteresse de Makiling / L'Heure du Tigre
Pour les articles homonymes, voir Makiling.
La Forteresse de Makiling et L'Heure du Tigre sont deux bandes dessinées réalisées par Jean Van Hamme (scénario) et Philippe Francq (dessinateur), formant un diptyque appartenant à la série Largo Winch, et éditées respectivement en 1996 et 1997 par Dupuis dans la collection Repérages.
Ce diptyque constitue les septième et huitième tomes de la série.

## Description

### Résumé
Simon Ovronnaz est en vacances avec Marjan Texel dans le Myanmar lorsqu'il se voit condamné à mort pour le meurtre du capitaine Ming Than, un officier du BSI (Bureau of Special Investigation : la police politique du Myanmar), qu'il n'a pas commis. Il est emprisonné à la forteresse de Makiling, où il fait la connaissance de Phaï-Tang, un ancien ami de Largo Winch. En réalité, le capitaine est dans un complot. Il prend contact avec Marjan et se montre disposé à jouer franc jeu, mais il est éliminé peu après.
À des milliers de kilomètres, Largo apprend la nouvelle. Il organise un plan pour sauver Simon. Ce plan va vite tourner en révolte des Chans contre les Birmans par la Mong Taï Army.

### Personnages
Voir la liste des personnages
Outre les personnages récurrents de la série, on trouve dans ces deux albums :
- Ralph Anderson : ambassadeur américain au Myanmar, C.O.S. (Chief Of Station, résident de la CIA sous couverture diplomatique). Il est la tête pensante du complot contre Largo et Simon pour le bénéfice du Général Mah Win. Tué par Mah Win.

- John French : agent de la CIA, il se fait passer pour un reporter indépendant pour accompagner Largo dans le Triangle d'or. Tué par Kadjang quand ce dernier apprend son véritable rôle.
- Kadjang : un des chefs de la rébellion Chan. Frère de Malunaï, neveu de Phaï-Tang.
- Le « Kwon Lan » (Haut Dignitaire) d'une « San He Hui » (Triade) à Rangoon, que Largo rencontre en demandant l'aide des "Gardiens du Tao" grâce à Tan Ming-T'Sien, afin de libérer Simon de la forteresse de Makiling. Plus tard, le même Kwon Lan retrouve Largo à Hong Kong, dans Les Trois Yeux des gardiens du Tao / La Voie et la Vertu.
- Aung Lon : commandant de l'armée birmane, responsable du Fort de Makiling. Tué par John French.
- Malunaï : une des chefs de la rébellion Chan. Sœur de Kadjang, nièce de Phaï-Tang, maîtresse de Largo, avec qui elle perd sa virginité. De mère anglaise qui participait à une mission ethnographique en pays Chan, cette dernière y a rencontré son père, le frère de Phaï-Tang. Malunaïa ensuite vécu en Angleterre jusqu'à ses dix-huit ans, avant de retourner au Myanmar afin de prendre part à la lutte de son peuple pour son indépendance.

- Than Ming : capitaine de la police politique birmane (le BSI, Bureau of Special Investigation (en)), il se fait passer pour mort au cours d'une bagarre orchestrée par le Général Mah Win pour emprisonner Simon. Tué après avoir contacté Marjan Texel à New York, à qui il veut vendre son aveu, il est décapité pour que son cadavre ne soit pas reconnu.

- Phaï-Tang : chef de clan Chan du Triangle d'or, apparu dans H / Dutch Connection. Maître spirituel de Largo dans sa jeunesse, père de Meï-Lung, oncle de Kadjang et Malunaï. Les champs de pavot qui lui appartiennent attirent néanmoins la convoitise des trafiquants et plongent la région dans une véritable « guerre de l’opium ».

- Ming-T'Sien Tan : emprisonné à Lhassa pour avoir fourni des armes aux nationalistes tibétains, Tan rencontre Largo en prison lorsque ce dernier était jeune et s'évade avec lui. Il perd une jambe dans la traversée de l'Himalaya mais Largo lui sauve la vie. En échange, il lui fournit la possibilité de demander de l'aide aux "Gardiens du Tao". Largo le retrouvera bien plus tard à Hong Kong, dans Les Trois Yeux des gardiens du Tao / La Voie et la Vertu.
- Général Mah Win : patron du MIS (Military Intelligence Service (en)), le service de renseignements birman, et ministre de la police. Sur idée de Ralph Anderson, il organise un complot contre Simon pour mater la rébellion Chan dont certains membres sont des amis de Largo, et ensuite arriver au pouvoir grâce à l'appui des forces armées. Ceci fait, il compte officiellement réduire dans le pays le trafic d'opium, sans le supprimer, afin de le laisser suffisamment développé pour s'enrichir, en partageant sa fortune avec Anderson. Il se suicidera après avoir tué ce dernier quand il apprend l'échec de leur plan et sa condamnation.

## Lieux de l'action

### Myanmar
- Rangoun/Yangon
  - Siège du Bureau of Special Investigation (en)
  - Pagode Shwedagon
  - Strand Hotel (en)
  - Cour suprême du Myanmar (en)
  - Maison close dont le tenancier, Wu Wo Shing, est lié aux triades chinoises.
- Bagan
- L'Irrawady
- Forteresse de Makiling : selon Aung Lon, responsable de cette prison, celle-ci fut bâtie au XVIIe siècle par le roi Thalun afin de protéger son royaume contre les incursions mongoles et chinoises. Puis, elle a été consolidée par les Britanniques au XIXe siècle, puis par les Japonais pendant la Seconde Guerre mondiale, avant d'être modernisée par la grande armée birmane. Le Général Mah Win souligne qu'elle est imprenable, située dans une montagne désertique à cent kilomètres de tout lieu habité, raison pour laquelle on y enferme les condamnés à mort et les "politiques" les plus remuants.
- Temple de la bénédiction céleste, où officie le « Kwon Lan » de la triade chinoise qui vient en aide à Largo.

### États-Unis
- New York
  - Siège du Groupe W
  - Central Park, Belvedere Castle
- Washington, D.C.
  - Capitole des États-Unis
  - Ambassades de Suisse et du Myanmar

### Thaïlande
- Aéroport international de Chiang Mai
- Hôtel Sunrise

### Tibet
- Massif de l'Himalaya à une vingtaine de milles de l'Assam, État de l'Inde.

### Inde
- Un hôpital de l'Assam

## Publications en français

### Albums
- La Forteresse de Makiling, Dupuis, collection Repérages, 1996
- Le Groupe W, Dupuis, collection Repérages, 1997